# Векилов, Афрасияб Паша оглы
Афрасия́б Паша́ оглы́ Веки́лов (азерб. Əfrasiyab Paşa oğlu Vəkilov; 1920, Баку — 2004) — советский и российский тюрколог, филолог. Старший преподаватель кафедры тюркской филологии восточного факультета Ленинградского государственного университета. Заслуженный работник высшей школы Азербайджанской ССР (1991).

## Биография
Афрасияб Векилов родился в 1920 году в Баку в азербайджанской семье. В 1938 году, после окончания средней школы, начал работать внештатным сотрудником редакции журнала «Пионер», выходившем на азербайджанском языке в Баку. С февраля по декабрь 1939 года Векилов был ответственным секретарем редакции журнала. С 1937 по 1939 год в этом журнале им были опубликованы несколько статей, переводов с русского языка и другие материалы.
В сентябре 1939 года Афрасияб Векилов поступил на математический факультет Азербайджанского государственного университета. Учёба Векилова была прервана в связи с указом, принятым в августе 1939 года внеочередной IV сессией Верховного Совета СССР о призыве в армию молодых людей сразу по получении среднего образования. Таким образом, 12 декабря 1939 года Афрасияб Векилов был призван в армию. С этого времени по март 1947 года Векилов служил на Краснознаменном Балтийском флоте (КБФ). Участвовал в войне с Финляндией (1939—1940) и обороне Ленинграда.
С декабря 1939 года по апрель 1941 года Векилов служил в 1-й отдельной бригаде морской пехоты, с апреля 1941 по август 1941 года — на Виндавском участке Службы наблюдения и связи КБФ, с августа 1942 года по апрель 1944 — в Управлении коменданта крепости Кронштадт (рядовой), с апреля 1944 года по декабрь 1945 — в 359-м отдельном морском строительном батальоне (комсорг батальона, старшина второй статьи). После расформирования батальона в конце декабря 1945 года Афрасияб Векилов был направлен в Управление тыла Кронштадтского морского оборонительного района. Там он служил в звании старшины первой статьи.
1 марта 1947 года Векилов был демобилизован из рядов Вооруженных сил. Векилов награждён орденом Отечественной войны II степени, медалями «За боевые заслуги», «За оборону Ленинграда», «За победу над Германией», «Ветеран труда» и юбилейными медалями. Член КПСС с 1943 года.
После демобилизации Векилов остался жить в Ленинграде, где работал на различных предприятиях рабочим и готовился к поступлению в университет. В сентябре 1947 года Векилов поступил на восточный факультет Ленинградского государственного университета по кафедре тюркской филологии. Будучи студентом, с 1950 года Афрасияб Векилов работал по совместительству научно-техническим сотрудником, а после получения высшего образования — научным сотрудником отдела Востока Государственного Эрмитажа. Окончил университет в 1952 году. С 1952 по 1955 год учился в аспирантуре на той же кафедре.
С октября 1955 года Афрасияб Векилов работал на кафедре тюркской филологии восточного факультета Ленинградского государственного университета — сначала ассистентом, а с ноября 1957 года — старшим преподавателем.
24 января 1991 года Афрасиябу Паша оглы Векилову было присвоено звание Заслуженного работника высшей школы Азербайджанской ССР.
Афрасияб Векилов был членом Совета ветеранов войны. Умер в 2004 году.

## Научная деятельность
В течение семи лет Векилов выполнял обязанности заместителя декана восточного факультета Ленинградского государственного университета. За тридцать с лишним лет работы на факультете, помимо проведённых Афрасиябом Векиловым практических занятий по турецкому языку, он подготовил и прочитал курсы по турецкой диалектологии, палеографии, теории и практике перевода с русского языка на турецкий, по азербайджанскому языку. После окончания университета Векиловым было опубликовано более 40 работ, в том числе 4 книги.
В годы учёбы и работы Векилов участвовал в общественной жизни факультета, дважды был секретарем партийного бюро факультета, многократно избирался членом партийного бюро, председателем факультетской секции ветеранов войны.
Будучи по специальности тюркологом-филологом, Векилов занимается различными аспектами турецкого языкознания, памятниками письменности средневековой Турции, азербайджанским литературоведением и историей русской, советской тюркологии. Основным направлением научной работы Векилова является турецкая диалектология.
Векиловым написано учебное пособие «Турецкая диалектология» (Ленинград, 1973), много статей по турецкой палеографии. Афрасияб Векилов расшифровал несколько турецких эпиграфических памятников, находящихся в Ленинграде и его пригородах. Такие его книги, как «Поэты Азербайджана», малая и большая серии «Библиотеки поэта» (совместно с Александром Болдыревым) и «Народная поэзия Азербайджана» посвящены истории литературы Азербайджана. Более 15 работ Векилов опубликовал по истории тюркского языкознания. Эти работы в основном касаются научной и педагогической деятельности учителя Афрасияба Векилова академика Андрея Кононова.